# Малевская, Евдокия Сергеевна
Евдоки́я Серге́евна Мале́вская (род. 25 февраля 2002, Санкт-Петербург) — российская актриса

 театра и кино, певица, лауреат премии Фонда Елены Образцовой «За яркое начало в искусстве», лауреат театральной премии «Золотая маска» за роль Кву в мюзикле «Айсвилль» (2025).

## Биография
Родилась 25 февраля 2002 года в Санкт-Петербурге.
Родители её не музыканты и не актёры, но музыкальный талант у дочери отметили и решили отдать её в музыкальную студию. Сестра Евдокии - Варвара Сергеевна Малевская (26 июля 1992 г.р.). Брат Евдокии - Борис Сергеевич Малевский (13 декабря 1994 г.р.), актёр, режиссёр музыкального театра..
В 5 лет девочка начала ходить на занятия в «Театр музыкальной сказки» детской школы-студии при Санкт-Петербургской Консерватории. В студии Евдокия познакомилась со своим первым режиссёром Анастасией Владимировной Удаловой и педагогом по вокалу Оксаной Юрьевной Пименовой (Туфановой).
В 6 лет поступила на обучение по специальности «Фортепиано» в класс преподавателя-консультанта, доцента, Заслуженного работника культуры РФ Лидии Львовны Волчек, проучившись до 2019 года в школе-студии Санкт-Петербургской государственной Консерватории имени Н. А. Римского-Корсакова.
В 2010 году состоялся первый выход Евдокии на Большую профессиональную сцену.
В 2012 году завоевала Гран-при на V Международном детском вокальном конкурсе Сергея Лейферкуса «Мы поём оперу!», увезя с собой ещё и Специальный приз Фонда Владимира Спивакова, специальный приз «За лучшее исполнение народной песни» от «Терем-квартет», а также диплом в номинации «Дуэт». В тот же год выступила на Конкурсе юных вокалистов, проводимом Еленой Образцовой. Образцова заметила молодую певицу и стала поддерживать с ней контакт, приглашать выступать на концертах, а на следующий 2013 год Благотворительный Фонд поддержки музыкального искусства Елены Образцовой отметил её премией «За яркое начало в искусстве».
К тому времени она уже успела выступить на сценах Мариинского («Мистерия апостола Павла», «Замок герцога Синяя Борода») и Большого театров (Фестиваль «Золотая маска» 2011), дебютировать в опере («Борис Годунов» — партия Фёдора, театр «Санктъ-Петербургъ Опера»), оперетте («Графиня Марица», СПб Театр Музыкальной комедии) и мюзикле («Оливер!», СПб Театр Музыкальной комедии)и получить свой первый опыт концертных выступлений и съёмок в кино. Работала в театре Комедии им. Н. П. Акимова, Театр эстрады имени А. И. Райкина. Играла роли в спектаклях режиссеров Юрия Александрова, Януша Юзефовича, Иво ван Хове.
С момента образования на базе коллектива «Театра музыкальной сказки» в 2014 году Санкт-Петербургского музыкально-драматического театра «Синяя птица», играла в спектаклях этого театра. Работала в театре Музыкальном театре им. Ф. И. Шаляпина (Мюзик-Холл), театре мюзикла и комедии «АлеКо», театре «Приют комедианта».

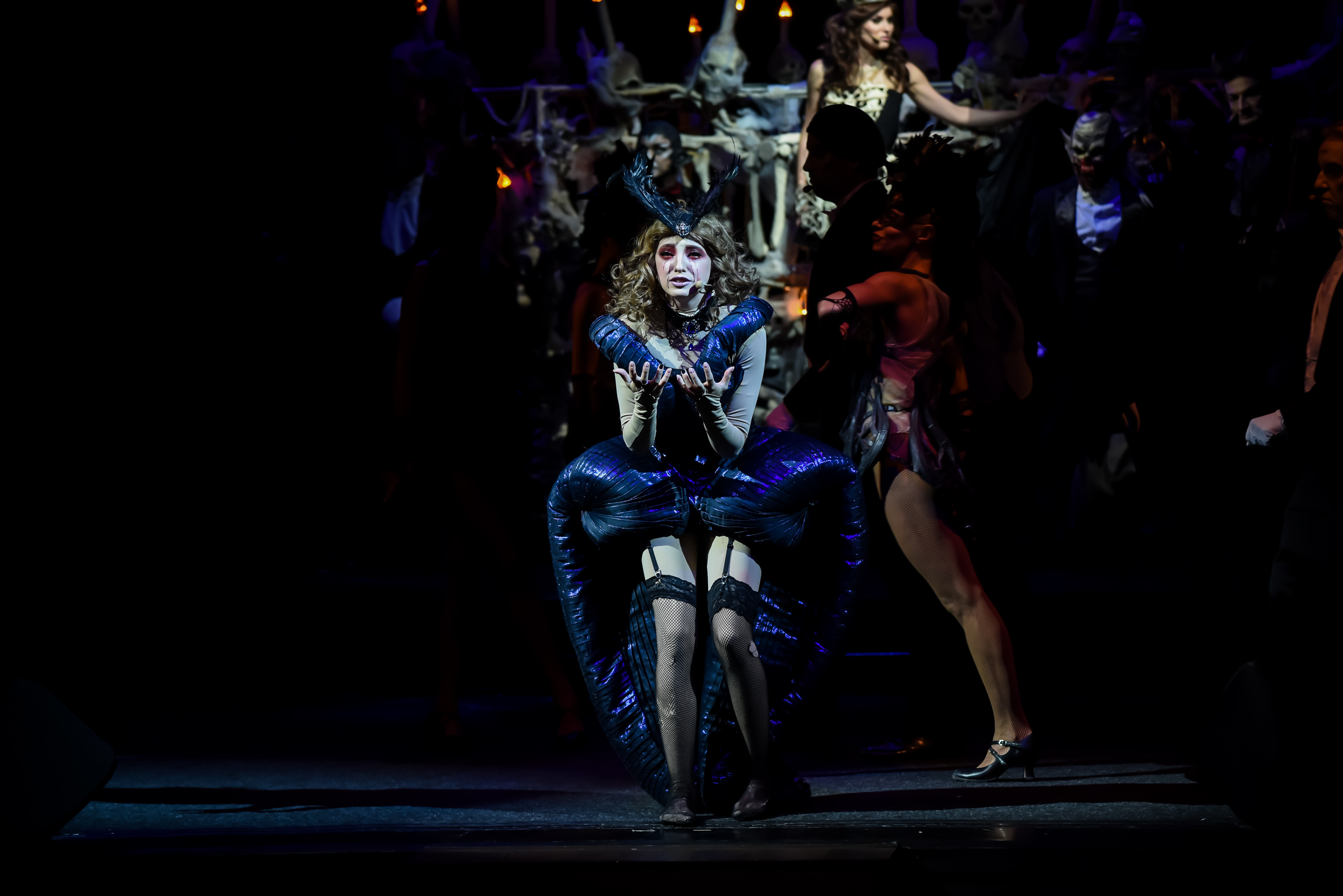
Евдокия Малевская в роли Фриды в мюзикле «Мастер и Маргарита»

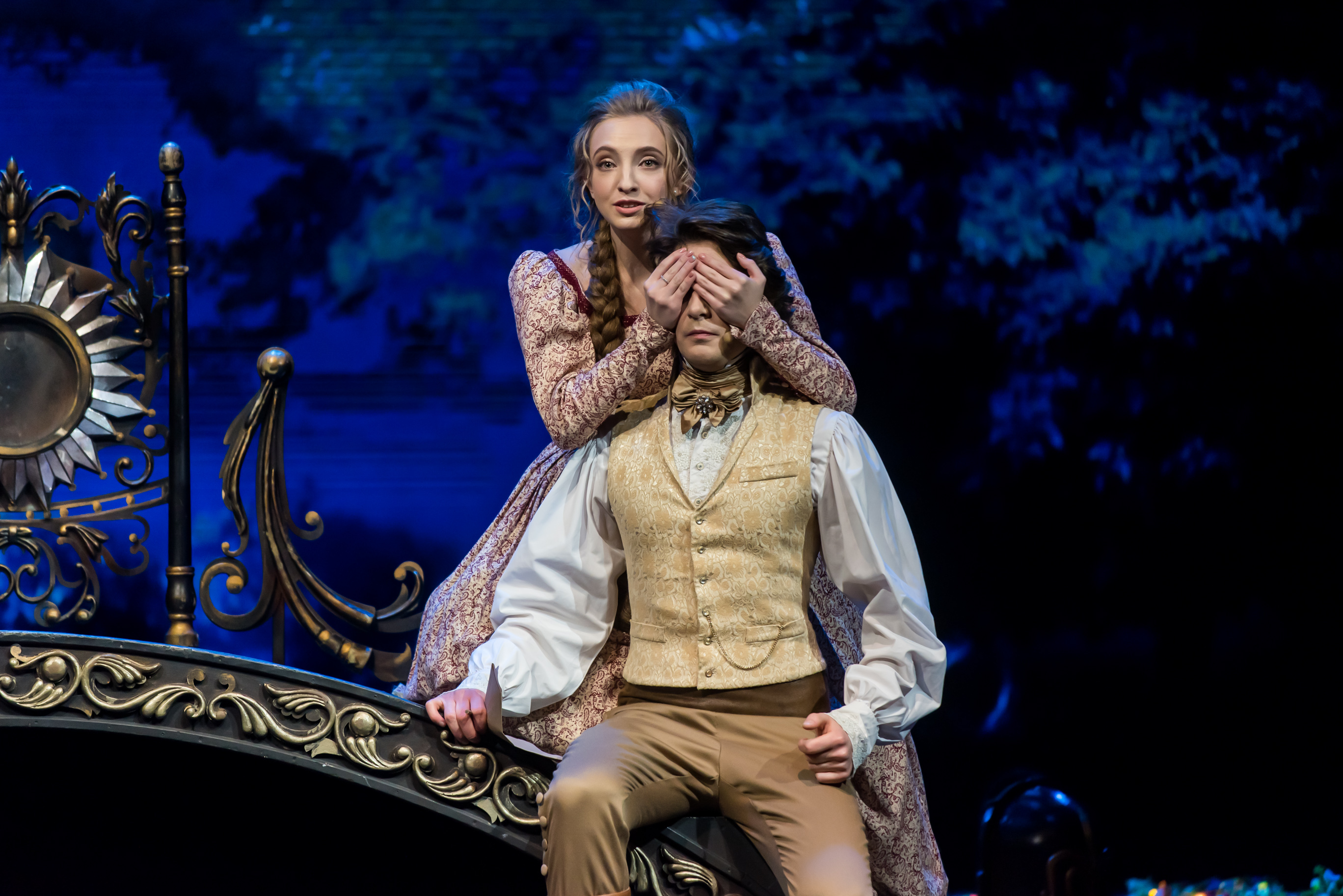
Евдокия Малевская в роли Ольги в мюзикле «Демон Онегина»

Выступала в мюзикле Максима Леонидова «Мама-кот». По совету продюсера мюзикла Алики Усубиани, решила принять участие в телепроекте «Голос. Дети». На слепом прослушивании Малевская исполнила песню «Summertime», с которой успешно выступила на конкурсе Елены Образцовой и на конкурсе «Мы поём оперу!» Сергея Лейферкуса.
В 2015 году дошла до финала второго сезона телепроекта «Голос. Дети» на Первом канале, где в итоге заняла второе место, став победителем от команды Димы Билана.
Принимала участие в ТВ-шоу «Вечерний Ургант» в тот же год.
В тот же год дебютировала на сцене Михайловского театра в спектакле «Царь Борис» она исполнила партию царевича Фёдора. В партии Бориса Годунова выступил Сергей Лейферкус.
В 2015 году была зачислена в Международную Академию Музыки Елены Образцовой на обучение по направлению «Основы академического вокала», которое успешно окончила в 2018 году.
В 2016 году сыграла одну из двух главных ролей в полнометражном фильме «Птица», поставленном режиссёром Ксенией Баскаковой на киностудии «Ленфильм». За эту роль была отмечена шестью призами российских и международных кинофестивалей, в том числе в номинациях за «Лучшую женскую роль» на V Московском фестивале российского кино «Будем жить!», на XIV Российском фестивале кино и театра «Амурская осень», на X фестивале российских фильмов «Липецкий выбор», а также «Global Independent Film Awards» (Австралия) и «Bare Bones International Film & Music Festival» (США).
Партнёром Малевской по фильму выступил Иван Охлобыстин, во время съёмок стал её крёстным отцом.
С 2016 года принимала участие в постановках продюсерской компании «Makers Lab», таких как мюзиклы «Алмазная колесница», «Лолита», «Мастер и Маргарита», «Демон Онегина», «Оскар и Розовая Дама», «Распутин. Одуванчиковая революция», «Чудо-Юдо», «Семь новелл» и «Тюльпаны».
В 2017 году участвовала в телешоу «Сегодня вечером», в 2021 — в ТВ-концертах «Весна романса» и «Весна песни».
В 2018 году, в шестнадцать лет, Малевская дебютировала в Парижской национальной опере (Театр Opera Bastille) в опере Мусоргского «Борис Годунов» (партия Фёдора, дирижёр — Владимир Юровский).
С 2019 года исполняет роль Ягами Саю в русскоязычном концерте-презентации мюзикла «Тетрадь смерти» Фрэнка Уайлдхорна (Продюсерский центр «Penta Entertainment»). В рамках программы «Года японско-российских межрегиональных и побратимских обменов» состоялся концерт-презентация мюзикла «Death Note: The Concert» в сопровождении оркестра, выступала в роли Саю (17.04.2021, Москва) и в проекте «ТСсс… концерт!» (30.09.2023, Санкт-Петербург). С 2019 года исполняет роль Галана в будущем рок-мюзикле Сергея Скрипникова «Пирамида» («Гиперборея. Симфония Северного Ветра»).
В 2020 году, окончив школу № 238 в Санкт-Петербурге, Евдокия Малевская поступила в Санкт-Петербургскую государственную Консерваторию имени Н. А. Римского-Корсакова на «Вокально-режиссёрский факультет» по направлению — «Искусство оперного пения» (педагог Полина Лаптева). В 2023 году начала обучение в Российском институте театрального искусства — ГИТИС на факультете «Музыкального театра» по специальности — «Режиссура музыкального театра» (Мастерская Юрия Лаптева).
С 2021 год играет роль Ясленники в мюзикле «Винил» в музыкальном театре Ф. И. Шаляпина. «Зритель по достоинству оценил нежный и лирический дуэт Вадима Рябушкина и Евдокии Малевской», который «порой дает фору по романтичности и яркости эмоций дуэту центральному».
25 февраля 2025 года прошёл творческий вечер Евдокии Малевской в Санкт-Петербурге в Дворец «Олимпия» с участием Антона Авдеева.

## Фильмография
| Год  | Название                      | Роль      |
| ---- | ----------------------------- | --------- |
| 2012 | Один на всех (мини-сериал)    | Настя     |
| 2014 | Колыбель над бездной (сериал) | Душа Лизы |
| 2016 | Птица (кинофильм)             | Катя      |

## Работа в театре

### Театр «LDM. Новая сцена»
- 2024-н.в. — Мюзикл «Фауст. Пари дьявола» — Маргарита
- 2023-н.в. — Мюзикл «Тюльпаны» — Луиза
- 2022—2024 — мюзикл «Марко Поло. Белый Лотос» («Алмазная колесница») — О-Юми (Мидори), Цзуйин
- 2021-н.в. — Мюзикл «Демон Онегина» — Ольга Ларина, Татьяна Ларина
- 2021-н.в. — Мюзикл «Лолита» — Лолита
- 2019—2023 — Мюзикл «Семь новелл» — Луиза, выпускница, Сибила, Студентка, Лолита, Мина Мюррей
- 2019-н.в. — Мюзикл «Мастер и Маргарита» — Фрида и ансамбль, Маргарита
- 2018-н.в. — Мюзикл «Распутин. Одуванчиковая революция» (ранее «Лолита», Хоррор-мюзикл «Лолита 1916») — Мария (Лолита-Аглая)
- 2018 — Первобытный мюзикл-детектив «Две стрелы» (гостевая постановка) — Варакушка
- 2018-н.в. — Мюзикл «Оскар и Розовая дама. XII писем смерти» — Душа Пегги
- 2016-н.в. — Музыкальная сказка «Чудо-Юдо» — Дуся, Василиса

### Театр «Приют комедианта»
- 2023-н.в. — Мюзикл а капелла «Айсвилль» — Кву

### Отель «Вавельберг», мультимедийное пространство «Wawelberg Hall»[37]
- 2023 — Мюзикл «Ночь в Хогвартсе» — Полумна Лавгуд

### Театр мюзикла и комедии «Алеко»
- 2021-н.в. — Мюзикл «Приговор любви» — Николь
- 2021-н.в. — Мюзикл «Titanic. Рейс 14-01» — Кетти
- 2019—2022 — Рок-комедия «Большие гонки» — Дженни

Театр “Opera Bastille” (Парижская национальная опера)
• 2018 — Опера «Boris Godounov» — партия Фёдора
Музыкальный театр им. Ф. И. Шаляпина (Мюзик-Холл)
- 2022-н.в. — Мюзикл «Средство Макропулоса» — Кристина
- 2022-н.в.— Мюзикл «Остров сокровищ» — Эмми
- 2021 — Опера «Евгений Онегин» (гостевая постановка — Театр Консерватории) — Хор (ансамбль)
- 2021-н.в. — Мюзикл «Винил» — Ясленика
- 2015 — Шоу-концерт «Рейс на Бродвей» — Дуся

### Театр комедии им. Н. П. Акимова
- 2016—2020 — Мюзикл «Крем, джем & буги-вуги» — Бекки

### Михайловский театр
- 2015 — Музыкально-литературное представление «Царь Борис» по 1-й редакции оперы «Борис Годунов» — партия Фёдора

### Санкт-Петербургский музыкально-драматический театр «Синяя птица»
- 2023 — Музыкальный спектакль «Снежная королева» — Герда
- 2019 — Чёрная комедия «Мышьяк и кружева» — Элен Харпер
- 2019 — Музыкальный спектакль «Принцесса без горошины» — Принцесса Солнышко
- 2016 — Музыкальная комедия «Малыш и Карлсон» — Бетан
- 2015—2019 — Стимпанк-мюзикл «Все мыши любят сыр» — Шома, Фружи, ансамбль
- 2017 — Мюзикл «Путешествие Нильса с дикими гусями» — Акка
- 2014 — Музыкальный спектакль «Синяя птица» — Кошка, Тиль-Тиль
- 2014—2017 — Опера «Королевский бутерброд» — Король
- 2014—2017 — Камерная опера «Как включали ночь» — Мальчик

### Театр Эстрады им. А. Райкина
- 2014—2017 — Мюзикл «Мама-кот» — Маленькая Афортунада

### ДК им. Ленсовета
- 2013—2015 — 3D мюзикл «Pola Negri» — Полита

### Театр «Санктъ-Петербургъ Опера»
- 2021, 2023 — Опера Ц. Кюи «Красная шапочка» — партия Красной шапочки
- 2018—2020 — Опера Ц. Кюи «Кот в сапогах» — партия Кота
- 2015—2018 — Гала-концерт «Дворцовая феерия»
- 2014—2016 — Опера «Крым» — Девочка из зала
- 2012 — Опера «Пиковая дама» — Девочка (миманс)
- 2011—2017 — Опера «Тоска» — Ария Пастушка (Хромоножка)
- 2011—2017 — Опера «Борис Годунов» — партия Фёдора

### Мариинский театр
- 2010—2012 — Опера «Замок герцога Синяя Борода» — Дочь герцога (миманс)
- 2010—2011 — Опера «Мистерия апостола Павла» — Ангел (миманс)

### Санкт-Петербургский театр музыкальной комедии
- 2013—2018 — Мюзикл «Брысь!» — кошечка Офелия, кошечка Афелия, кошка Анфиса
- 2013—2014 — Мюзикл «Аладдин» — Журналистка
- 2011—2014 — Оперетта «Графиня Марица» — Ансамбль (сольный вокальный эпизод)
- 2010—2013 — Мюзикл «Оливер!» — Пиппи — ансамбль

Антреприза:
Продюсерский центр «Мы»
- 2024-н.в. — Рок-опера «Последнее испытание» — Крисания Таринская
- 2025-н.в. — Мюзикл «Идиот» — Аглая Епанчина

### Концертный зал «У Финляндского» / ДК «Выборгский»
- 2021—2023 — Итальянская комедия «О времена, о нравы!»(«Любовь и бедность. Страсти итальянский трущоб») — Рита

### Театр комедии им. Н. П. Акимова /ДК им. Ленсовета
- 2017 — Комедия «Boulevard» (Бульвар) или «У каждого свои недостатки» — Лили

### ДКЖ им А. С. Пушкина
- 2017 — Музыкальная комедия «Дедушкин сон» — Дуся

## Награды и премии
- 2012 — гран-при V Международного конкурса Сергея Лейферкуса «Мы поём оперу»;
- 2013 — лауреат премии фонда Елены Образцовой «За яркое начало в искусстве»;
- 2015 — суперфиналистка 2 сезона вокального телевизионного шоу «Голос. Дети»;
- 2016 — приз «Лучшая женская роль» V Московского фестиваля российского кино «Будем жить!» — фильм «Птица»;
- 2016 — приз «Лучшая женская роль» XIV Открытого российского фестиваля кино и театра «Амурская осень» — фильм «Птица»;
- 2016 — приз «Лучшая женская роль» X Фестиваля российских фильмов «Липецкий выбор» — фильм «Птица»;
- 2016 — приз «Лучшая юная актриса» Bare Bones International Film & Music Festival (США) — фильм «Птица»;
- 2017 — приз «Лучшая детская роль» Международного фестиваля кино и телефильмов духовно-нравственного содержания «Святой Владимир» — фильм «Птица»;
- 2018 — приз «Лучшая женская роль до 18 лет» Global Independent Film Awards (Австралия) — фильм «Птица»;
- 2021 — лауреат II премии Санкт-Петербургского конкурса «Весна Романса» в номинации «Молодые исполнители»;
- 2025 — лауреат национальной театральной премии «Золотая маска» в номинации «Лучшая роль второго плана в мюзикле» за роль Кву в спектакле «Айсвилль».